# Глухово (село, Дмитровский городской округ)
Глухово — село в Дмитровском районе Московской области, в составе сельского поселения Синьковское.

## Расположение
Деревня расположена в западной части района, недалеко от границы с Солнечногорским, примерно в 23 км к западу от Дмитрова, на возвышенности Клинско-Дмитровской гряды, по правому берегу реки Кимерша у её впадения в Лутосню, высота центра над уровнем моря 194 м. Ближайшие населённые пункты — Костино на северо-западе, Кульпино на севере и Клусово на юго-востоке.

## История
До 2006 года Глухово входило в состав Кульпинского сельского округа. 
Постановлением Губернатора Московской области от 21 февраля 2019 года № 75-ПГ категория населённого пункта изменена с «деревня» на «село».

## Население
| 2002 | 2006 | 2010 |
| ---- | ---- | ---- |
| 25   | ↘12  | ↗24  |

## Достопримечательности
В деревне находилась усадьба князей Оболенских Глухово-Богородское, от которой сохранился парк и действующая, но в очень плохом состоянии, Тихвинская церковь 1770 года постройки.